# سیکو یاماناکا
سیکو یاماناکا (انگلیسی: Seiko Yamanaka؛ زادهٔ ۲۲ ژانویهٔ ۱۹۸۹) بازیکن فوتبال اهل ژاپن است.
از باشگاه‌هایی که در آن بازی کرده‌است می‌توان به باشگاه فوتبال جف یونایتد ایچیهارا چیبا اشاره کرد.